# 24 години Спа

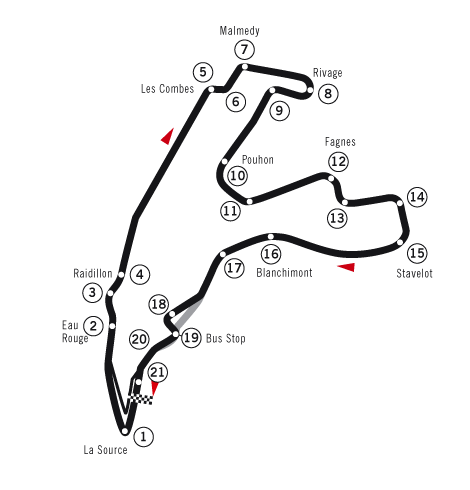
Автодром Спа-Франкоршам в 7 км конфігурації, яка використовується з 1979 року

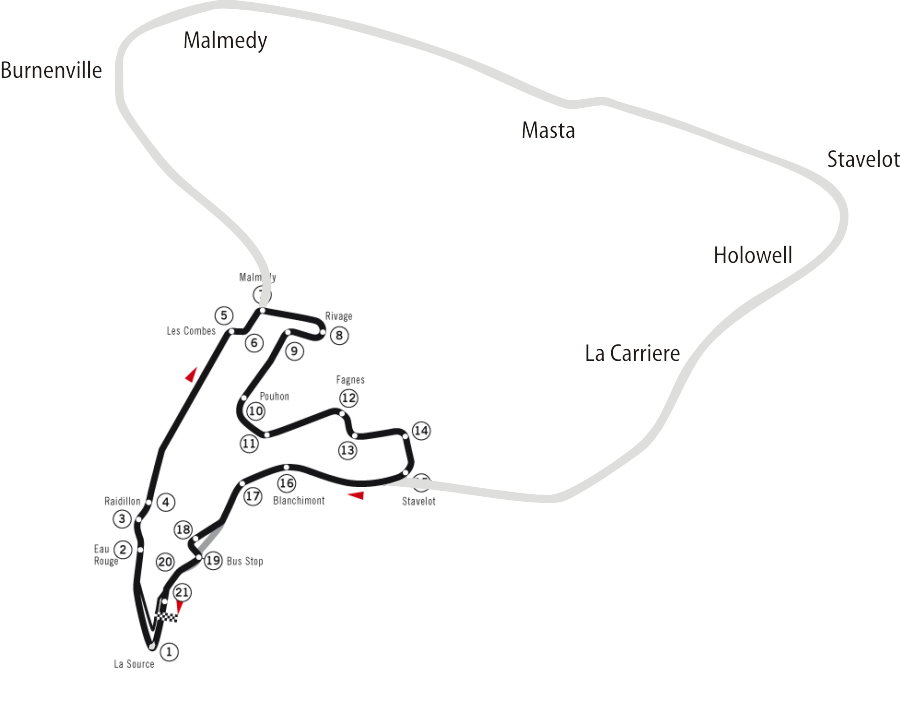
Автодром Спа-Франкоршам в 15 км конфігурації, яка використовувалась з 1924 по 1978

24 години Спа — цілодобова гонка на витривалість, яка проводиться щороку на бельгійському автодромі «Спа-Франкоршам» Королівським Автоклубом Бельгії (RACB). Її заснували Жюль де Зей та Анрі Ланглуа Ван Опхем всього через рік після першої гонки 24 години Ле-Мана. Вперше перегони були організовані 1924 року по трасі довжиною 15 км, яка пролягала по громадських дорогах між містами Франкоршам, Мальмеді та Ставело. Така конфігурація використовувалась до 1978 року, а з 1979 почали використовувати трасу іншої конфігурації довжиною 6,976 км.
У різні роки гонка проходила під різними регламентами, входила до складу різних чемпіонатів. З 1966 по 1973 вона входила в залік Європейського Чемпіонату серед легкових автомобілів. У 1953 і 1981 р. йшла у залік Чемпіонату Світу серед спортивних машин. З 2001 р. вона йде в залік ФІА Чемпіонат Гран Туризмо, і проходить за його правилами.
У 2004 році вперше на 24-годинній гонці Спа перемогла жінка — Ліліан Брайнер на автомобілі Ferrari 550 з команди BMS Scuderia Italia. Найбільше число перемог у перегонах здобув Ерік ван де Поель — 5. З 2010, після реорганізації ФІА ГТ у чемпіонат світу, гонка буде проходити в рамках чемпіонату Європи GT2.

## Переможці

### АвтодромСпа-Франкоршамв 7км конфігурації
| Рік  | Автомобіль              | Пілоти                                                              | Відстань | Середня швидкість | Зауваження                                   |
| ---- | ----------------------- | ------------------------------------------------------------------- | -------- | ----------------- | -------------------------------------------- |
| 2009 | Chevrolet Corvette C6.R | Ентоні Кумпен Курт Моллекенс Майк Хеземанс Йос Ментен               |          |                   | ФІА ГТ                                       |
| 2008 | Maserati MC12           | Міхаель Бартельс Андреа Бертоліні Ерік ван де Поель Стефан Сарразен | 4041,885 | 168,096           | ФІА ГТ                                       |
| 2007 | Chevrolet Corvette C6.R | Майк Хеземанс { Фабріціо Голлін Жан-Дені Делтрас Марсель Фасслер    | 3726,660 | 155,241           | ФІА ГТ                                       |
| 2006 | Maserati MC12           | Міхаель Бартельс Андреа Бертоліні Ерік ван де Поель                 | 4092,961 | 171,034           | ФІА ГТ                                       |
| 2005 | Maserati MC12           | Міхаель Бартельс Тімо Шайдер Ерік ван де Поель                      | 4000,896 | 166,638           | ФІА ГТ                                       |
| 2004 | Ferrari 550 Maranello   | Лука Каппелларі Фабріціо Голлін Ліліан Брайнер Енцо Калдерарі       | 3888,144 | 161,974           | ФІА ГТ                                       |
| 2003 | Porsche 911 GT3-RS      | Стефан Ортеллі Марк Льоб Ромен Дюма                                 | 3327,613 | 138,557           | ФІА ГТ                                       |
| 2002 | Chrysler Viper GTS-R    | Крістоф Бушу Себаст'ян Бурде Девід Террі Вінсент Восс               | 3654,059 | 152,019           | ФІА ГТ                                       |
| 2001 | Chrysler Viper GTS-R    | Крістоф Бушу Жан-Філіпп Беллок Марк Дуез                            | 3679,104 | 152,999           | ФІА ГТ                                       |
| 2000 | Peugeot 306 GTI         | Фредерік Боуві Курт Моллекенс Дідьє Дефурні                         | 3330,870 | 138,686           | Остання гонка кузовних автомобілів           |
| 1999 | Peugeot 306 GTI         | Фредерік Боуві Еммануель Коллар Антоні Бельтуаз                     | 3428,427 | 142,588           |                                              |
| 1998 | BMW 318i                | Марк Дуез Ерік ван де Поель Ален Кудіні                             | 3344,807 | 139,344           |                                              |
| 1997 | BMW 320i                | Дідьє де Радігуес Марк Дуез Ерік Еларі                              | 3372,680 | 140,252           |                                              |
| 1996 | BMW 320i                | Йорг Мюллер Тьєррі Тассіньї Олександр Бургсталлер                   | 3507,821 | 145,956           |                                              |
| 1995 | BMW 320i                | Йоахім Вінкельхок Стів Сопер Петер Кокс                             | 3612,532 | 150,531           |                                              |
| 1994 | BMW 318is               | Роберто Равалья Тьєррі Тассіньї Олександр Бургсталлер               | 3625,960 | 151,047           |                                              |
| 1993 | Porsche 911 RSR         | Крістіан Фіттіпальді Уве Альцен Жан-П'єр Жар'є                      | 2154,904 | 144,667           |                                              |
| 1992 | BMW M3                  | Стів Сопер Жан-Мішель Мартін Крістіан Даннер                        | 3560,220 | 148,947           |                                              |
| 1991 | Nissan Skyline GT-R     | Андерс Олофсон Девід Бребем Наокі Хатторі                           | 3587,980 | 149,456           |                                              |
| 1990 | BMW M3                  | Фаб'єн Жіро́ Джонні Чекотто Маркус Оестрех                           | 3247,920 | 135,330           |                                              |
| 1989 | Ford Sierra Cosworth    | Джанфранко Бранкателлі Він Персі Бернд Шнайдер                      | 3338,140 | 139,130           |                                              |
| 1988 | BMW M3                  | Альтфрід Хегер Дітер Квестер Роберто Равалья                        | 3532,460 | 146,929           | Чемпіонат Європи серед легкових автомобілів  |
| 1987 | BMW M3                  | Жан-Мішель Мартін Дід'є Тейс Ерік ван де Поель                      | 3338,140 | 139,908           | Чемпіонат світу серед легкових автомобілів   |
| 1986 | BMW 635 CSI             | Дітер Квестер Тьєррі Тассіньї Альтфрід Хегер                        | 3463,060 | 144,232           | Чемпіонат Європи серед легкових автомобілів  |
| 1985 | BMW 635 CSI             | Роберто Равалья Герхард Бергер Марк Зурер                           | 3470,000 | 144,344           | Чемпіонат Європи серед легкових автомобілів  |
| 1984 | Jaguar XJS              | Том Уокіншоу Ханс Хайер Він Персі                                   | 3055,485 | 131,091           | Чемпіонат Європи серед легкових автомобілів  |
| 1983 | BMW 635 CSI             | Тьєррі Тассіньї Ханс Хейер Армін Хан                                | 3333,726 | 130,808           | Чемпіонат Європи серед легкових автомобілів  |
| 1982 | BMW 528i                | Ханс Хейер Армін Хан Едді Джусен                                    | 3132,224 | 130,808           | Чемпіонат Європи серед легкових автомобілів  |
| 1981 | Mazda RX-7              | Том Уокіншоу П'єр Д'єдон                                            | 3183,952 | 132,737           | Чемпіонат Світу серед спортивних автомобілів |
| 1980 | Ford Capri III 3.0S     | Жан-Мішель Мартін Філіп Мартін                                      | 2952,318 | 123,013           |                                              |
| 1979 | Ford Capri III 3.0S     | Жан-Мішель Мартін Філіп Мартін                                      | 3083,632 | 128,485           |                                              |

### АвтодромСпа-Франкоршамв 15км конфігурації
| Рік       | Автомобіль              | Пілоти                                        | Відстань                | Середня швидкість       | Зауваження                                   |
| --------- | ----------------------- | --------------------------------------------- | ----------------------- | ----------------------- | -------------------------------------------- |
| 1978      | Ford Capri III 3.0S     | Гордон Спайс Тедді Пілетт                     | 4315,594                | 179,816                 |                                              |
| 1977      | BMW 530i                | Едді Джусен Жан-Клод Андрует                  | 4083,835                | 170,159                 |                                              |
| 1976      | BMW 3.0 CSL             | Жан-Марі Детрін Ніко Демут Чарльз Ван Штолла  | 4087,904                | 170,329                 |                                              |
| 1975      | BMW 3.0 CSi             | П'єр Доданн'є Jean Xhenceval Хьюз де Ф'єрланд | 4249,270                | 177,053                 |                                              |
| 1974      | BMW 3.0 CSi             | Jean Xhenceval Ален Пельтьє П'єр Доданн'є     | 4147,289                | 172,804                 |                                              |
| 1973      | BMW 3.0 CSL             | Тойне Хеземанс Дітер Квестер                  | 4422,980                | 184,290                 |                                              |
| 1972      | Ford Capri RS 2600      | Йохен Мас Ханс-Йоахім Штук                    | 4498,436                | 187,431                 |                                              |
| 1971      | Ford Capri RS           | Дітер Глемзера Алекс Солер-Ройг               | 4385,100                | 182,690                 |                                              |
| 1970      | BMW 2800CS              | Гюнтер Хубер Хельмут Келленерс                | 4252,407                | 177,183                 |                                              |
| 1969      | Porsche 911             | Гай Чассевіл Клод Баллот-Лена                 | 4272,231                | 187,006                 |                                              |
| 1968      | Porsche 911             | Ервін Кремер Віллі Каухсен Хельмут Келленерс  | 4004,827                | 166,867                 |                                              |
| 1967      | Porsche 911             | Жан-П'єр Габан Норберт Ван Асше               | 4052,883                | 168,867                 |                                              |
| 1966      | BMW 2000ti              | Хуберт Хані Джекі Ікс                         | 4048,368                | 168,681                 |                                              |
| 1965      | BMW 1800 Ti/SA          | Паскаль Ікс Жерард Ланглуа ван Офем           | 3812,591                | 158,855                 |                                              |
| 1964      | Mercedes-Benz 300SE     | Роберт Кревіц Густав Госслін                  | 3962,100                | 164,825                 |                                              |
| 1963 1954 | Перегони не проводились | Перегони не проводились                       | Перегони не проводились | Перегони не проводились | Перегони не проводились                      |
| 1953      | Ferrari 375MM Pinin     | Джузеппе Фаріна Майк Хоторн                   |                         |                         | Чемпіонат Світу серед спортивних автомобілів |
| 1952 1950 | Перегони не проводились | Перегони не проводились                       | Перегони не проводились | Перегони не проводились | Перегони не проводились                      |
| 1949      | Ferrari 166MM           | Луїджі Чінетті Жан Лукас                      |                         |                         |                                              |
| 1948      | Aston Martin DB1        | Іоанн Хорсфолл Леслі Джонсон                  |                         |                         |                                              |
| 1947 1939 | Перегони не проводились | Перегони не проводились                       | Перегони не проводились | Перегони не проводились | Перегони не проводились                      |
| 1938      | Alfa Romeo 8C 2900B     | Карло Пінтакуда Франческо Севері              |                         |                         |                                              |
| 1937      | Перегони не проводились | Перегони не проводились                       | Перегони не проводились | Перегони не проводились | Перегони не проводились                      |
| 1936      | Alfa Romeo 8C 2900A     | Франческо Севері Раймонд Соммер               |                         |                         |                                              |
| 1935      | Перегони не проводились | Перегони не проводились                       | Перегони не проводились | Перегони не проводились | Перегони не проводились                      |
| 1934      | Bugatti Type 44         | Жан Десвігнес Норберт Махе                    |                         |                         |                                              |
| 1933      | Alfa Romeo 8C 2300LM    | Луї Хірон Луїджі Чінетті                      |                         |                         |                                              |
| 1932      | Alfa Romeo 8C 2300LM    | Антоніо Брівіо Еухеніо Сієна                  |                         |                         |                                              |
| 1931      | Mercedes-Benz SSK       | Дмитро Джорджадзе Гоффредо Зехендер           |                         |                         | Джорджадзе — російський емігрант             |
| 1930      | Alfa Romeo 6C 1750GS    | Аттіліо Маріноні П'єтро Черсі                 |                         |                         |                                              |
| 1929      | Alfa Romeo 6C 1750SS    | Роберт Бенуа Аттіліо Маріноні                 |                         |                         |                                              |
| 1928      | Alfa Romeo 6C 1500 S    | Борис Іванівський Аттіліо Маріноні            |                         |                         | Іванівський — російський емігрант            |
| 1927      | Excelsior               | Роберт Сенешаль Ніколас Сірелс                |                         |                         |                                              |
| 1926      | Peugeot 174S            | Андре Бойе Луї Рігал                          |                         |                         |                                              |
| 1925      | Chenard-Walcker         | Андре Лагаш Рене Леонард                      |                         |                         |                                              |
| 1924      | Bignan 2L               | Генрі Спрінгвел Моріс Беккет                  |                         |                         |                                              |